# Соломатин, Анатолий Васильевич
Анатолий Васильевич Соломатин (род. 29 августа 1939 года, деревня Шигаевка, Чучковский район, Рязанская область) – российский военачальник, генерал-полковник (10.06.1994).

## Биография
Из крестьян. Отец погиб на фронте Великой Отечественной войны в 1942 году. Когда ему было 15 лет, умерла мать. К тому времени окончил только 7 классов школы, был вынужден пойти работать. Окончил техническое строительное училище № 4 в Москве. Затем 2 года работал на стройках Москвы.

## Военная служба
В Советской армии с 1959 года. Окончил Пушкинское военное строительно-техническое училище в 1962 году. С 1962 года: командир строительного взвода, с 1963 по 1964 — заместитель командира монтажной роты, начальник строительного участка, главный инженер, начальник управления строительных работ. В 1962-1963 годах проходил службу в составе контингента советских войск на Кубе, прибыв туда в разгар «Карибского кризиса» во время операции «Анадырь». Строил объекты для ракетных баз, затем для размещения советских войск и объекты военной инфраструктуры для Революционных Вооружённых сил Кубы. За эту командировку награжден орденом Красного Знамени.
В 1969 году окончил Высшее военное инженерное техническое Краснознаменное училище в Ленинграде. С 1969 года служил в Дальневосточном военном округе, где после пограничного конфликта у острова Даманский на линии всей советско-китайской границы стремительно наращивалась количество войск и развернулось бурное военное строительство. За почти 20 лет службы на Дальнем Востоке прошёл последовательно все должности: начальник строительно-монтажного участка, с декабря 1971 — главный инженер управления, с марта 1973 — начальник управления нарядных работ, с ноября 1975 главный инженер — заместитель начальника, с октября 1976 года начальник управления инженерных работ, с сентября 1978 — начальник 2-го отдела строительного управления Дальневосточного ВО, с апреля 1980 начальник строительного управления Дальневосточного ВО. С мая 1983 года — заместитель командующего войсками Дальневосточного военного округа по строительству и расквартированию войск.
С сентября 1987 года — начальник инженерного управления войск Ленинградского военного округа. С июня 1988 года – начальник Главного инженерного управления в Главном штабе Войск ПВО. С октября 1991 года — заместитель начальника строительства по объектам ВМФ и ВВС.
С сентября 1992 года — заместитель начальника, с декабря 1993 года — начальник строительства и расквартирования Вооружённых сил Российской Федерации. С декабря 1995 по апрель 1997 года — заместитель министра обороны Российской Федерации — начальник строительства и расквартирования войск. Среди прочих задач руководил строительством объектов для размещения войск, выводимых в Россию из-за рубежа. С августа 1997 года в отставке.
После военной службы ещё более десяти лет, с декабря 1998 года, работал на высоких должностях в строительном комплексе Москвы, в 1999-2002 годах работал первым заместителем начальника Управления развития строительной отрасли Комплекса перспективного развития города Москвы.

## Награды
- Орден Красного Знамени
- Орден Трудового Красного Знамени
- Орден Красной Звезды
- Орден «За службу Родине в Вооружённых Силах СССР» 3-й степени
- Медали
- Заслуженный строитель Российской Федерации (12.02.1994)[3]
- Лауреат премии Правительства Российской Федерации
- Почётный строитель города Москвы (25.08.1999)[4]